# Бабуян (архипелаг)
Бабуя́н (илок. Is-isla Babuyan) — архипелаг, расположенный в проливе Лусон, к северу от острова Лусон, принадлежит Филиппинам. Отделён от Лусона проливом Бабуян, а от Батан, находящихся к северу, — проливом Балинтанг. Площадь архипелага — 620 км².
В Бабуян входят пять основных островов:
- Бабуян (100 км²),
- Далупири (50 км²),
- Калаян (196 км²),
- Камигин (166 км²),
- Фуга (100 км²).

Шесть маленькых островков:
- Барит[илок.] (3,8 км²),
- Дидикас[илок.] (0,7 км²),
- Ирао[англ.] (0,2 км²),
- Памоктан[англ.](0,3 км²),
- Пануитан (2,3 км²),
- Pinon (0,04 км²).

Две скалы:
- Дилаяг (<0,3 км²),
- Мабаг (0,7 км²).

В административном плане острова Бабуян являются частью филиппинской провинции Кагаян.